# Зыково (Красноярский край)
Зы́ково — село в Берёзовском районе Красноярского края. Административный центр Зыковского сельсовета.

## География
Село расположено у подножья Чёрной сопки.

## История
Зыково было основано в 1630 году казаком Дементием Зыковым. 

## Население
| 1970 | 1979  | 1989  | 2002  | 2010  |
| ---- | ----- | ----- | ----- | ----- |
| 5461 | ↗6040 | ↗7058 | ↘5450 | ↗5924 |

## Экономика
В Зыково действует Зыковский кирпичный завод.

## Транспорт
В селе расположена крупная железнодорожная станция Красноярск-Восточный, имеется пассажирская станция Зыково.
Также ходят междугородние автобусы под номером 133 Зыково-Автовокзал Восточный.